# Roquefort-sur-Garonne
Roquefort-sur-Garonne es una comuna francesa situada en el departamento de Alto Garona, en la región de Occitania.

## Demografía
| 897 | 988 | 842 | 810 | 806 | 715 | 790 |
| Para los censos de 1962 a 1999 la población legal corresponde a la población sin duplicidades (Fuente: INSEE [Consultar]) |     |     |     |     |     |     |